# Verwaltungsgemeinschaft Eitensheim
Die Verwaltungsgemeinschaft Eitensheim liegt im oberbayerischen Landkreis Eichstätt und wird von folgenden Gemeinden gebildet:
1. Böhmfeld, 1713 Einwohner, 16,26 km²
2. Eitensheim, 3042 Einwohner, 15,71 km²

Sitz der Verwaltungsgemeinschaft ist Eitensheim.
Ursprünglich (1978) führte die Verwaltungsgemeinschaft den Namen „Eitensheim-Buxheim“; mit der Entlassung der Gemeinde Buxheim änderte sich der Name ab 1. Januar 1980. Weiter wurde zum 1. Januar 1994 die Gemeinde Hitzhofen entlassen.